# Store Brøndum
Store Brøndum er en landsby beliggende i Store Brøndum Sogn i Rebild Kommune med 202 indbyggere i byområdet (2015), ca. 9 km. nordøst for Skørping og 18 km. nord for Hadsund. Landsbyen ligger i Region Nordjylland.
Byen har en aktiv borgerforening, der danner rammen om mange af de kulturelle aktiviteter i byen. Der er desuden et par mindre virksomheder. Selve landsbyen har lidt over 200 indbyggere, mens hele sognet har knap 400.